# Baby, Come to Me
Baby, Come to Me ist ein Lied von Patti Austin und James Ingram, das 1981 produziert und 1982 als Singleauskopplung veröffentlicht wurde. Es wurde von Rod Temperton geschrieben und von Quincy Jones produziert. In den USA wurde das Lied ein Nummer-eins-Hit.

## Geschichte
Es erschien ursprünglich auf Patti Austins Album Every Home Should Have One aus dem Jahr 1981. Die Auskopplung als Single fand im April 1982 statt. Bereits vor der offiziellen Veröffentlichung als Single erreichte Baby, Come to Me 1982 Platz 73 der Billboard Hot 100.
1983 wurde das Lied die Titelmelodie zur Seifenoper General Hospital des US-Senders ABC. ABC erhielt viele Nachfragen zum Titel, so dass sich das Plattenlabel Warner Brothers dazu entschloss, das Lied erneut als Single herauszubringen. Die Wiederveröffentlichung erreichte 1983 schließlich Platz 1 in den USA.

## Coverversionen
- Alexander O’Neal und Cherrelle
- Captain and Tennille
- Daryl Hall
- Laura Fygi
- Stephanie Winslow